# Uzbequistão nos Jogos Olímpicos de Verão de 1996
Uzbequistão participou dos Jogos Olímpicos de Verão de 1996, que aconteceram em Atlanta, Estados Unidos.

## Medalhistas
| Atleta           | Esporte | Evento              | Medalha |
| ---------------- | ------- | ------------------- | ------- |
| Armen Bagdasarov | Judô    | Até 86 kg masculino | Prata   |
| Karim Tulaganov  | Boxe    | Peso super-médio    | Bronze  |

## Desempenho

### Atletismo
Masculino
| Atletas            | Evento               | Preliminares | Preliminares | Quartas     | Quartas     | Semifinal   | Semifinal   | Final       | Final       |
| Atletas            | Evento               | Marca        | Posição      | Marca       | Posição     | Marca       | Posição     | Marca       | Posição     |
| ------------------ | -------------------- | ------------ | ------------ | ----------- | ----------- | ----------- | ----------- | ----------- | ----------- |
| Anvar Kuchmuradov  | 100 metros           | 10s71        | 76º          | Não avançou | Não avançou | Não avançou | Não avançou | Não avançou | Não avançou |
| Yury Aristov       | 110 m com barreiras  | 15s04        | 61º          | Não avançou | Não avançou | Não avançou | Não avançou | Não avançou | Não avançou |
| Yevgeny Petin      | Salto triplo         | 15,89m       | 38º          |             |             |             |             | Não avançou | Não avançou |
| Sergey Kot         | Arremesso de peso    | 16,51m       | 33º          | Não avançou | Não avançou |             |             |             |             |
| Roman Poltoratsky  | Arremesso de disco   | 51,96m       | 37º          | Não avançou | Não avançou |             |             |             |             |
| Vitaly Khozhatelev | Arremesso de martelo | 64,52m       | 36º          | Não avançou | Não avançou |             |             |             |             |
| Sergey Voynov      | Lançamento de dardo  | 76,30m       | 24º          | Não avançou | Não avançou |             |             |             |             |
| Vladimir Parfyonov | Lançamento de dardo  | 73,96m       | 27º          | Não avançou | Não avançou |             |             |             |             |
| Ramil Ganiyev      | Decatlo              |              |              |             |             |             |             | 8318 pts    | 8º          |
| Oleg Veretelnikov  | Decatlo              | DNF          | DNF          |             |             |             |             |             |             |

Feminino
| Atletas            | Evento          | Preliminares | Preliminares | Quartas     | Quartas     | Semifinal   | Semifinal   | Final       | Final       |
| Atletas            | Evento          | Marca        | Posição      | Marca       | Posição     | Marca       | Posição     | Marca       | Posição     |
| ------------------ | --------------- | ------------ | ------------ | ----------- | ----------- | ----------- | ----------- | ----------- | ----------- |
| Lyudmila Dmitriady | 100 metros      | 12s04        | 47º          | Não avançou | Não avançou | Não avançou | Não avançou | Não avançou | Não avançou |
| Lyudmila Dmitriady | 200 metros      | 24s88        | 42º          | Não avançou | Não avançou | Não avançou | Não avançou | Não avançou | Não avançou |
| Svetlana Munkova   | Salto em altura | 1,80m        | 28º          |             |             |             |             | Não avançou | Não avançou |

### Boxe
| Atleta                     | Evento           | Fase de 32             | Fase de 16             | Quartas                | Semifinais             | Final                  | Posição           |
| Atleta                     | Evento           | Adversário e resultado | Adversário e resultado | Adversário e resultado | Adversário e resultado | Adversário e resultado | Posição           |
| -------------------------- | ---------------- | ---------------------- | ---------------------- | ---------------------- | ---------------------- | ---------------------- | ----------------- |
| Ulugbek Ibragimov          | Peso pena        | MGL Lamgen V RSC-2     | GER Huste D 4-8        | Não avançou            | Não avançou            | Não avançou            | Não avançou       |
| Mukhammad Kadyr Abdullayev | Peso leve        | USA Cauthen D 6-18     | Não avançou            | Não avançou            | Não avançou            | Não avançou            | Não avançou       |
| Nariman Atayev             | Peso meio-médio  | KEN Evans V 15-10      | KGZ Kassenov V 11-7    | PUR Santos D 15-28     | Não avançou            | Não avançou            | Não avançou       |
| Karim Tulaganov            | Peso super-médio | ARG Tulaganov V RSC-3  | ETH Wolde V 13-9       | SEY Cadeau V RSC-1     | USA Reid D 4-12        | Não avançou            | Medalha de bronze |
| Dilshod Yarbekov           | Peso médio       | DEN Johansen V RSC-3   | CZE Plachetka V 4-4    | USA Wells D 8-8        | Não avançou            | Não avançou            | Não avançou       |
| Temur Ibragimov            | Peso meio-pesado | UKR Zaulychnyi V 7-3   | CRO Drvis D 9-10       | Não avançou            | Não avançou            | Não avançou            | Não avançou       |
| Ruslan Chagayev            | Peso pesado      | GER Krasniqi D 4-12    | Não avançou            | Não avançou            | Não avançou            | Não avançou            | Não avançou       |

### Canoagem de velocidade
Masculino
| Atleta                                                            | Evento     | Preliminar | Preliminar | Repescagem | Repescagem | Semifinais  | Semifinais  | Final       | Final       |
| Atleta                                                            | Evento     | Tempo      | Posição    | Tempo      | Posição    | Tempo       | Posição     | Tempo       | Posição     |
| ----------------------------------------------------------------- | ---------- | ---------- | ---------- | ---------- | ---------- | ----------- | ----------- | ----------- | ----------- |
| Aleksandr Popov                                                   | K-1 500 m  | 1m56s827   | 9º         | 1m51s623   | 8º         | Não avançou | Não avançou | Não avançou | Não avançou |
| Ivan Kireyev                                                      | K-1 1000 m | 4m05s299   | 8º         | 4m12s105   | 7º         | Não avançou | Não avançou | Não avançou | Não avançou |
| Akram Yurabayev Vitaly Anosov                                     | K-2 500 m  | 1m39s291   | 7º         | 1m42s524   | 4º         | 1m35s543    | 9º          | Não avançou | Não avançou |
| Rafael Islamov Vladimir Alimdyanov                                | K-2 1000 m | 4m01s522   | 8º         | 3m43s320   | 8º         | Não avançou | Não avançou | Não avançou | Não avançou |
| Vladimir Kazantsev Konstantin Yashin Anatoly Tyurin Andrey Shilin | K-4 1000 m | 3m27s133   | 8º         |            |            | 3m11s146    | 6º          | Não avançou | Não avançou |
| Yevgeny Astanin                                                   | C-1 500 m  | 2m02s532   | 8º         | 1m59s042   | 6º         | Não avançou | Não avançou |             |             |
| Yevgeny Astanin                                                   | C-1 1000 m | 4m39s839   | 7º         | 4m19s151   | 6º         | Não avançou | Não avançou |             |             |
| Vladimir Shayslamov Sergey Shayslamov                             | C-2 500 m  | 1m51s929   | 7º         | 1m52s768   | 5º         | Não avançou | Não avançou | Não avançou | Não avançou |
| Vladimir Shayslamov Sergey Shayslamov                             | C-2 1000 m | 4m43s221   | 8º         |            |            | 3m57s037    | 6º          | Não avançou | Não avançou |

Feminino
| Atleta                                                    | Evento    | Preliminar | Preliminar | Repescagem | Repescagem | Semifinais  | Semifinais  | Final       | Final       |
| Atleta                                                    | Evento    | Tempo      | Posição    | Tempo      | Posição    | Tempo       | Posição     | Tempo       | Posição     |
| --------------------------------------------------------- | --------- | ---------- | ---------- | ---------- | ---------- | ----------- | ----------- | ----------- | ----------- |
| Irina Lyalina                                             | K-1 500 m | 1m59s996   | 7º         | 2m08s017   | 5º         | Não avançou | Não avançou | Não avançou | Não avançou |
| Tatyana Levina Inna Isakova                               | K-2 500 m | 1m50s544   | 6º         | 1m58s896   | 5º         | Não avançou | Não avançou | Não avançou | Não avançou |
| Tatyana Levina Inna Isakova Irina Lyalina Yelena Lebedeva | K-4 500 m | 1m45s905   | 7º         |            |            | 1m40s893    | 5º          | Não avançou | Não avançou |

### Ciclismo de estrada
Masculino
| Atleta                   | Evento             | Final             | Final   |
| Atleta                   | Evento             | Tempo             | Posição |
| ------------------------ | ------------------ | ----------------- | ------- |
| Djamolidine Abdoujaparov | Corrida em estrada | 4h56m53s (+2m57s) | 100º    |

### Esgrima
Masculino
| Atleta         | Evento             | Fase de 64             | Fase de 32             | Fase de 16             | Quartas de final       | Semifinais             | Final                  | Posição     |
| Atleta         | Evento             | Adversário e resultado | Adversário e resultado | Adversário e resultado | Adversário e resultado | Adversário e resultado | Adversário e resultado | Posição     |
| -------------- | ------------------ | ---------------------- | ---------------------- | ---------------------- | ---------------------- | ---------------------- | ---------------------- | ----------- |
| Rafkat Ruziyev | Florete individual | CHN Y. Chong D 4-15    | Não avançou            | Não avançou            | Não avançou            | Não avançou            | Não avançou            | Não avançou |

### Ginástica artística
Feminino
| Atleta                | Evento              | Aparelho | Aparelho | Aparelho          | Aparelho    | Qualificação | Qualificação | Final       | Final       |
| Atleta                | Evento              | Salto    | Solo     | Bar. assimétricas | Trave       | Total        | Pos.         | Total       | Pos.        |
| --------------------- | ------------------- | -------- | -------- | ----------------- | ----------- | ------------ | ------------ | ----------- | ----------- |
| Oksana Chusovitina    | Individual geral    | 19,274   | 19,174   | 19,237            | 18,137      | 75,822       | 30º          | 38,743      | 10º         |
| Oksana Chusovitina    | Solo                |          |          |                   |             | 19,174       | 34º          | Não avançou | Não avançou |
| Oksana Chusovitina    | Salto               | 19,274   | 20º      | Não avançou       | Não avançou |              |              |             |             |
| Oksana Chusovitina    | Barras assimétricas | 19,237   | 29º      | Não avançou       | Não avançou |              |              |             |             |
| Oksana Chusovitina    | Trave               | 18,137   | 61º      | Não avançou       | Não avançou |              |              |             |             |
| Anastasiya Dzyundzyak | Individual geral    | 18,875   | 18,949   | 18,900            | 18,250      | 74,974       | 38º          | 37,224      | 31º         |
| Anastasiya Dzyundzyak | Solo                |          |          |                   |             | 18,949       | 50º          | Não avançou | Não avançou |
| Anastasiya Dzyundzyak | Salto               | 18,875   | 47º      | Não avançou       | Não avançou |              |              |             |             |
| Anastasiya Dzyundzyak | Barras assimétricas | 18,900   | 52º      | Não avançou       | Não avançou |              |              |             |             |
| Anastasiya Dzyundzyak | Trave               | 18,250   | 56º      | Não avançou       | Não avançou |              |              |             |             |

### Halterofilismo
Masculino
| Atleta              | Evento       | Arranque (kg) | Arremesso (kg) | Total (kg) | Posição |
| ------------------- | ------------ | ------------- | -------------- | ---------- | ------- |
| Viktor Yansky       | Mosca        | 107,5         | 135,0          | 242,5      | 14º     |
| Bakhtiyar Nurullaev | Médio        | DNS           | DNS            | DNS        | DNS     |
| Aleksandr Urinov    | Pesado I     | 172,5         | 192,5          | 365,0      | 13º     |
| Valentin Manushev   | Pesado II    | 160,0         | 190,0          | 350,0      | 16º     |
| Igor Halilov        | Super-pesado | 177,5         | DNF            | DNF        | DNF     |

### Judô
Masculino
| Atleta               | Evento | Preliminares              | Fase de 32                  | Fase de 16                   | Quartas                        | Semifinais                  | Repescagem             | Repescagem                      | Repescagem                  | Final                      | Final            |
| Atleta               | Evento | Preliminares              | Fase de 32                  | Fase de 16                   | Quartas                        | Semifinais                  | 1ª fase                | Quartas                         | Semifinais                  | Final                      | Final            |
| Atleta               | Evento | Adversário e resultado    | Adversário e resultado      | Adversário e resultado       | Adversário e resultado         | Adversário e resultado      | Adversário e resultado | Adversário e resultado          | Adversário e resultado      | Adversário e resultado     | Pos.             |
| -------------------- | ------ | ------------------------- | --------------------------- | ---------------------------- | ------------------------------ | --------------------------- | ---------------------- | ------------------------------- | --------------------------- | -------------------------- | ---------------- |
| Alisher Mukhtarov    | -60 kg | BYE                       | BRA A. Garcia V 0010-0000   | MAR A. I. Chorfi V 1000-0000 | MGL D. Narmandakh V 1000-0000  | JPN T. Nomura D 0000-1000   | BYE                    | GBR N. Donohue D 1000-0000      | Não avançou                 | Não avançou                | Não avançou      |
| Timur Mukhamedkhanov | -65 kg | BYE                       | AND T. Molne V 1000-0000    | BUL I. Netov D 0000-0001     | Não avançou                    | Não avançou                 | Não avançou            | Não avançou                     | Não avançou                 | Não avançou                | Não avançou      |
| Andrey Shturbabin    | -71 kg | BYE                       | TUN Moussa V 1000-0000      | KUW Al-Sharrah V 0100-0000   | KOR D-S. Kwaka D 0000-0001     | Não avançou                 | BYE                    | IRI A. Ghomi V 0001-0000        | FRA C. Gagliano D 0000-1000 | Não avançou                | Não avançou      |
| Vladimir Shmakov     | -78 kg | AUT P. Reiter V 1000-0000 | ROM A. Ciupe V 1000-0000    | ALG L. Cherifi V 1000-0000   | KOR I-C. Cho D 0000-1000       | Não avançou                 | BYE                    | GEO S. Liparteliani D 0000-1000 | Não avançou                 | Não avançou                | Não avançou      |
| Armen Bagdasarov     | -86 kg | BYE                       | HAI Celestin V 1000-0000    | RUS Maltsev V 1000-0000      | LTU A. Merkevicius V 1000-0000 | ROM A. Croituru V 0010-0000 | BYE                    | BYE                             | BYE                         | KOR K-Y. Jeon D 0000-10000 | Medalha de prata |
| Dmitry Solovyov      | -95 kg | BYE                       | RUS D. Sergueev D 0000-1000 | Não avançou                  | Não avançou                    | Não avançou                 | Não avançou            | Não avançou                     | Não avançou                 | Não avançou                | Não avançou      |
| Kamol Muradov        | +95 kg | BYE                       | LUX I. Mueller D 0000-1000  | Não avançou                  | Não avançou                    | Não avançou                 | Não avançou            | Não avançou                     | Não avançou                 | Não avançou                | Não avançou      |

### Lutas
Greco-romana
| Atleta                   | Evento  | Preliminar              | Oitavas de final          | Quartas de final       | Semifinal              | Repescagem 1ª rodada   | Repescagem 2ª rodada     | Repescagem 3ª rodada   | Repescagem 4ª rodada   | Repescagem 5ª rodada   | Final                                      | Final       |
| Atleta                   | Evento  | Adversário e resultado  | Adversário e resultado    | Adversário e resultado | Adversário e resultado | Adversário e resultado | Adversário e resultado   | Adversário e resultado | Adversário e resultado | Adversário e resultado | Adversário e resultado                     | Pos.        |
| ------------------------ | ------- | ----------------------- | ------------------------- | ---------------------- | ---------------------- | ---------------------- | ------------------------ | ---------------------- | ---------------------- | ---------------------- | ------------------------------------------ | ----------- |
| Shamseddin Khudoyberdiev | -52 kg  | RUS S. Danielyan D 4-11 |                           |                        |                        | ROU V. Rebegea D 0-12  | Não avançou              | Não avançou            | Não avançou            | Não avançou            | Não avançou                                | Não avançou |
| Bakhodir Kurbanov        | -62 kg  |                         | GEO K. Guliashvili D 3-10 |                        |                        |                        | KOR Choi Sang-Sun D 1-11 | Não avançou            | Não avançou            | Não avançou            | Não avançou                                | Não avançou |
| Grigori Pulyaev          | -68 kg  | CAN C. Daynes V 12-0    | BUL B. Georgiev V 2-0     | USA R. Smith V 4-0     | POL R. Wolny D 0-3     |                        |                          |                        |                        | RUS A. Tretyakov D 0-6 | Disputa do 5º lugar: BUL B. Georgiev D 1-2 | 6º          |
| Shermuhammad Quziev      | +130 kg | USA M. Ghaffari D 1-7   |                           |                        |                        | CHN L. Guoke V 6-1     | SWE T. Johansson D 1-1   | Não avançou            | Não avançou            | Não avançou            | Não avançou                                | Não avançou |

Livre
| Atleta             | Evento | Preliminar             | Oitavas de final       | Quartas de final         | Semifinal              | Repescagem 1ª rodada   | Repescagem 2ª rodada    | Repescagem 3ª rodada   | Repescagem 4ª rodada   | Repescagem 5ª rodada   | Final                                        | Final       |
| Atleta             | Evento | Adversário e resultado | Adversário e resultado | Adversário e resultado   | Adversário e resultado | Adversário e resultado | Adversário e resultado  | Adversário e resultado | Adversário e resultado | Adversário e resultado | Adversário e resultado                       | Pos.        |
| ------------------ | ------ | ---------------------- | ---------------------- | ------------------------ | ---------------------- | ---------------------- | ----------------------- | ---------------------- | ---------------------- | ---------------------- | -------------------------------------------- | ----------- |
| Adkham Achilov     | -52 kg | GRE A. Kardanov V 11-1 | TUR M. Topaktaş V 7-5  | AZE N. Abdullayev D 0-11 |                        |                        |                         | RUS C. Mongush D 0-4   |                        |                        | Disputa do 7º lugar: CAN G. Woodcroft V 11-0 | 7º          |
| Damir Zakhartdinov | -57 kg | UKR A. Fidarov V 5-3   | KAZ A. Fydorov V 3-1   | CAN G. Sissaouri D 0-8   |                        |                        |                         | Bye                    | IRI M. Talaei D 2-4    |                        | Disputa do 7º lugar: BLR A. Guzov D 2-3      | 8º          |
| Ramil Islamov      | -62 kg | Bye                    | JPN T. Wada D 2-3      |                          |                        |                        | AUS L. Zaslavsky V 10-0 | HUN I. Demeter V 6-1   | UKR E. Tedeyev D 4-5   |                        | Disputa do 7º lugar: CAN M. Calder D 1-9     | 8º          |
| Arsen Fadzayev     | -68 kg | IRI A. Fallah V 2-2    | RUS V. Bogiyev D 1-3   |                          |                        |                        | SYR A. Al-Osta D 9-11   | Não avançou            | Não avançou            | Não avançou            | Não avançou                                  | Não avançou |
| Boris Budayev      | -74 kg | CAN D. Hohl V 4-3      | MKD V. Verhušin D 0-8  |                          |                        |                        |                         | MDA V. Peicov D 3-5    | Não avançou            | Não avançou            | Não avançou                                  | Não avançou |
| Ruslan Khinchagov  | -82 kg | TUR S. Öztürk V 3-2    | IRI A. Khadem D 0-1    |                          |                        |                        | CUB A. Ramos D 2-3      | Não avançou            | Não avançou            | Não avançou            | Não avançou                                  | Não avançou |

### Natação
Masculino
| Atletas                                                              | Evento          | Eliminatórias | Eliminatórias | Final       | Final       |
| Atletas                                                              | Evento          | Tempo         | Posição       | Tempo       | Posição     |
| -------------------------------------------------------------------- | --------------- | ------------- | ------------- | ----------- | ----------- |
| Ravil Nachayev                                                       | 50 m livre      | 23.93         | 45º           | Não avançou | Não avançou |
| Oleg Tsvetkovsky                                                     | 100 m livre     | 52.39         | 48º           | Não avançou | Não avançou |
| Vyacheslav Kabanov                                                   | 200 m livre     | 1:53.36       | 28º           | Não avançou | Não avançou |
| Ravil Nachayev                                                       | 100 m borboleta | 56.61         | 47º           | Não avançou | Não avançou |
| Dmitry Pankov                                                        | 200 m borboleta | 2:05.36       | 38º           | Não avançou | Não avançou |
| Oleg Pukhnaty                                                        | 200 m medley    | 2:06.39       | 24º           | Não avançou | Não avançou |
| Vyacheslav Kabanov Ravil Nachayev Oleg Pukhnaty Oleg Tsvetkovsky     | 4×100 m livre   | 3:28.33       | 17º           | Não avançou | Não avançou |
| Vyacheslav Kabanov Oleg Tsvetkovsky Dmitry Pankov Aleksandr Agafonov | 4×200 m livre   | 7:40.60       | 12º           | Não avançou | Não avançou |

### Tênis
Masculino
| Atleta             | Evento  | Fase de 64                    | Fase de 32                   | Fase de 16             | Quartas                | Semifinais             | Final                  | Final       |
| Atleta             | Evento  | Adversário e resultado        | Adversário e resultado       | Adversário e resultado | Adversário e resultado | Adversário e resultado | Adversário e resultado | Posição     |
| ------------------ | ------- | ----------------------------- | ---------------------------- | ---------------------- | ---------------------- | ---------------------- | ---------------------- | ----------- |
| Dmitri Tomashevich | Simples | SVK K. Kučera D 3-6, 6-2, 0-6 | Não avançou                  | Não avançou            | Não avançou            | Não avançou            | Não avançou            | Não avançou |
| Oleg Ogorodov      | Simples | HUN S. Noszály V 7-5, 7-68    | USA M. Washington D 3-6, 4-6 | Não avançou            | Não avançou            | Não avançou            | Não avançou            | Não avançou |

### Tiro
Masculino
| Atleta            | Evento             | Qualificação | Qualificação | Final       | Final       |
| Atleta            | Evento             | Placar       | Posição      | Placar      | Posição     |
| ----------------- | ------------------ | ------------ | ------------ | ----------- | ----------- |
| Shukhrat Akhmedov | Carabina de ar 10m | 577          | 19º          | Não avançou | Não avançou |
| Shukhrat Akhmedov | Pistola livre 50 m | 563          | 9º           | Não avançou | Não avançou |